# Mesosa cheni
Mesosa cheni es una especie de escarabajo longicornio del género Mesosa, categorizada en la tribu Mesosini, de la subfamilia Lamiinae. Fue descrita por Gressitt en 1951.

## Descripción
Mide 17,7 mm de longitud.

## Distribución
Se distribuye por China.